# Kingman (greben)
Greben Kingman je greben u pacifičkom oceanu i pripada SADu kao nepripojen teritorij. Nalazi se ca. 61 km sjeverno-zapadno od Palmyra i cca. 1713 km južno-zapadno od Honolulua.

## Povijest
Američki kapetan Edmund Fanning pronašao je greben 14. lipnja 1798. sa svojim brodom  Betsy. U svojoj knjizi "Voyages and Travels" opisuje kako je zamalo stradao na tom grebenu, da nije osjetio opasnost i na vrijeme zaustavio svoj brod. Na nekim pomorskim kartama je nazvan i „Danger rock“ (engleski - "opasan rt").
Greben je dobio ime po pomorskom oficru 'W.E. Kingman', koji je stigao 29. listopada 1853. s brodom Shooting Star. Opisao je svoje otkriće u rujnu 1855. u novinama "The Friend" koje su se izdavale u Honolulu-u. Tu je i naglasio opasnost od grebena pogotovo noću kad se uoči tek onda kad je već prekasno.  